# الحسن بن علي الأطروش
الحسن بن علي الاطروش (بالفارسية: ناصرالحق اطروش) (839 - 914), هو أبو محمد الحسن بن علي الاطروش الملقب بناصر الحق اوالناصر للحق أو الناصر الكبير أو الامام الناصر حسب الشيعة الزيدية محي الدولة العلوية في طبرستان والديلم في شمال إيران بعد حكمها من قبل السامنيين الذين انهوا الحكم العلوي الأول للمنطقة بقتلهم محمد بن زيد حيث قام الحسن الاطروش بالتغلب على السامنيين واحياء الحكم والنفوذ العلوي في المنطقة من جديد حيث استمر حكمه لمدة تقارب
الاربعة السنوات وبعد وفاته تسلم الحكم صهره محمد بن القاسم المعروف بالداعي الصغير

## نسبه
هو أبو محمد الحسن بن علي بن الحسن بن علي بن عمر الاشرف بن علي ابن الحسين بن علي بن أبي طالب
فهو هاشمي علوي حسيني من احفاد الحسين بن علي حفيد نبي الإسلام محمد
امه ام ولد وهي خراسانية الاصل

### مولده ونشاته
ولد الحسن بن علي الاطروش في المدينة سنة 255 هجرية وقيل سنة 230 هجرية
نشاء الناصر الاطروش في المدينة في كنف العائلة الهاشمية ثم انتقل إلى الكوفة وفي الكوفة اهتم بالحديث حيث روى عن مشائخها كالشيخ محمد بن منصور المرادي
ثم انتقل الاطروش إلى طبرستان اثر قيام ثورة ابن عمه الحسن بن زيد المعروف بالداعي الكبير
وبعد وفاة الداعي الكبير سنة 270 للهجرة بقي الناصر الاطروش مع محمد بن زيد أخو الداعي الكبير حتى وفاة الاخير متاثرا بجراحه اثر هزيمته مقابل إسماعيل الساماني قائد السامنين في معركة جرجان
كان الناصر الاطروش في عداد الناجين من تلك المعركة
فقصد الناصر دامغان ونزل في دار الشيخ محمد بن الحسن بن محمد بن جعفر الحسني

## اتحالفه مع ملك الديلم وجهوده الدعوية
علم ملك الديلم جستان بنزول الناصر الاطروش في دامغان فارسل الرسل للاطروش يعرض عليه المبايعة والنصرة وذلك لأن جستان كان يكن المودة والاحترام للناصر الاطروش ولكن الناصر رفض ذلك لتخوفه من عدم وفاء ملك الديلم بعرضه
وبعد ان كرر جستان طلبه معززا بالعهود والمواثيق وافق الناصر الاطروش على طلب جستان فاجتمع عليه الديلم ومن هنا بداء دور الناصر الاطروش الدعوي والعسكري حيث كان الديلم يعتقدون بالمعتقد الوثني ولكن بمجيء الناصر الاطروش لتلك البلاد أخذ الديلم يعتنقون الدين الإسلامي ولفترة قصيرة استطاع الناصر الاطروش جعل الديلم جميعا من معتنقي الديانة الإسلامية إلى يومنا هذا

## العمل العسكري
ادرك السامنيون تنامي قوة الحسن الاطروش في الديلم وخوفا من سقوط طبرستان في ايدي العلويين مرة أخرى تم إرسال جيش بقيادة أحمد بن إسماعيل الساماني للقضاء على حركة الاطروش واتباعه علم الناصر بذلك فجهز جيشه من الديلم والتقى الطرفان قرب جالوس على ساحل بحر الخزر (بحر قزوين) وكان النصر حليف الامام الناصر في تلك المعركة الفاصلة
التي ادت إلى سقوط طبرستان من ايدي السامنيين ودخل الاطروش مدينة امل عاصمة طبرستان منتصرا، كما كان يذهب إلى المجوس يحمل القران الكريم وسيف ويقول لهم:
"هذا كتاب الله وانا ابن رسول الله فإما هذا ولإ فهذا"

## وفاته ومرقده
توفي الحسن بن علي الاطروش في امل ليلة الخميس لخمس بقين من شعبان سنة أربع وثلاثمائة (304 هجرية) ودفن فيها وقبره معروف

## اثاره العلمية واشعاره
من مؤلفاته: كتاب البساط، والمغني، وكتاب المسفر، والصفي، وكتاب الباهر جمعه بعض علماء عصره على مذهبه، وكتاب ألفاظ الناصر رتبه أيضاً أحد العلماء المعاصرين له، كان يحضر مجلسه ويكتب ألفاظه جمع فيه من أنواع العلوم ما يبهر الألباب، وكتاب التفسير اشتمل على ألف بيت من ألف قصيدة، وكتاب الإمامة، وكتاب الأمالي فيها من فضائل أهل البيت الكثير الطيب، وغيرها كثير.
قيل: إن مؤلفات الإمام الناصر تزيد على ثلاثمائة، وقد أغناهم تبليغهم الدين الحنيف على رؤوس المنابر، وضربهم رقاب أهل الضلال بالمشرفيات البواتر.
وبعضها معروض في قناة مخطوطات ومطبوعات زيدية على التلجرام @makhzaidiah
ومن كلام الإمام الناصر في البساط: حدثنا أخي الحسين بن علي، ومحمد بن منصور المرادي، قالا: حدثنا علي بن الحسن ـ يعنيان أبي عليه السلام ـ عن علي بن جعفر، عن أخيه موسى بن جعفر، عن أبيه جعفر بن محمد، قال: قال رسول الله صلى الله عليه وآله وسلم: ((من أسبغ وضوءه، وأحسن صلاته، وأدى زكاة ماله، وخزن لسانه، وكف غضبه، وأدى النصيحة لأهل بيت نبيه، فقد استكمل حقائق الإيمان، وأبواب الجنة مفتحة له)).
وقال فيه أيضاً ـ في الرد على المجبرة في قوله تعالى: {وَمَا هُمْ بِضَارِّينَ بِهِ مِنْ أَحَدٍ إِلَّا بِإِذْنِ اللَّهِ} [البقرة:102]، ـ: إنهم إنما أُتوا وأسلافهم من طريق لكنتهم، وقلة معرفتهم باللغة، ثم ساق الكلام في بيان معاني ذلك في اللغة، حاصله أن الإذن في لغة العرب على ثلاثة أوجه: الأمر، والعلم، والتخلية. وإنما نورد مثل هذا تنبيهاً على ما وراءه، وإلا فما هو إلا مجة من لجة.
من كراماته عليه السلام:
أنه قصده بعض الأعداء وهو منفرد وليس عنده سلاح فتناول من صخرة عظيمة فألانها الله له، وموضع يده الشريفة هنالك يتبرك بأثره.
ومنها: أنه توجه إليه بعض الملوك لحربه فاشتغل أصحابه بذلك، فخرج عليهم يوماً، وقال: قد كفيتم أمر الرجل، قد وجهت إليه جيشاً، فقالوا: ومتى أنفذتهم؟ فقال: صليت البارحة ركعتين ثم دعوت الله عليه، فورد الخبر أن الله أهلكه. وكراماته كثيرة شهيرة.
وفاته: بآمل ليلة الخميس لخمس بقين من شعبان سنة أربع وثلاثمائة، وفاضت نفسه عليه السلام وهو ساجد وله أربع وسبعون سنة، وشوهد في الليلة التي توفي فيها نور ساطع من الدار التي هو فيها إلى عنان السماء.
قال الإمام أبو طالب عليه السلام: وكان يحث الناس على نصرة الهادي يحيى بن الحسين، ويقول: من يمكنه أن ينصره وقرب منه فنصرته واجبة عليه، ومن تمكن من نصرتي وقرب مني فلينصرني.
ومشهده بآمل طبرستان، وفي مشهده، ومشهد الإمام الهادي إلى الحق قيل:
عرج على قبر بصعـ... ـدة وابك مرموساً بآملْ
واعلم بأن المقتدي... بهما سيبلغ حيث ياملْ
وأجلَّ من هذا قول الرسول صلى الله عليه وآله وسلم فيما رواه الإمام الأعظم أبو طالب عليه السلام: ((من زار قبراً من قبورنا أهل البيت، ثم مات من عامه الذي زار فيه وكل الله بقبره سبعين ملكاً يسبحون له إلى يوم القيامة)).
أولاده عليه السلام: أبو الحسن علي الأديب الشاعر، وأبو القاسم جعفر، وأبو الحسين أحمد. انتهى